# Димитри Пайет
Димитри Пайет (на френски: Dimitri Payet) е френски футболист, играещ като атакуващ полузащитник. Роден на остров Реюнион, Пайет започва да играе футбол в местните тимове, преди да се премести във Франция през 1999 г. Пайет е избиран в идеалния тим на годината на Лига 1 два пъти и веднъж в отбора на сезона в Английска Висша лига.

## Кариера
Като юноша тренира в местни клубове в Реюнион, докато през 1999 г. не е взет в школата на Льо Авър. През 2003 г. се завръща на Реюнион, където играе за АС Екселсиор. С тима печели два пъти Купата на Реюнион. През януари 2005 г. подписва с Нант. Прекарва 2005/06 в дублиращия отбор в четвърта дивизия на Франция. Прави дебюта си за първия тим на 19 декември 2005 г. в двубой с Бордо. През сезон 2006/07 Пайет става един от основните играчи на тима, но в края на кампанията Нант изпада.
През лятото на 2007 г. преминава в Сент Етиен за 4 милиона евро. Първият сезон на Пайет в тима на „зелените“ е труден за него, като в 31 мача халфът не вкарва нито един гол и не записва нито една асистенция. През 2008/09 участва с тима в Купата на УЕФА и вкарва гол в дебюта си в евротурнирите. Това става в мач с Апоел Тел Авив. Пайет вкарва 3 гола в турнира и помага на тима да достигне 1/8-финал. В първенството обаче Сент Етиен не изиграва добър сезон и завършва на 1 място над зоната на изпадащите.
На 18 май 2010 г. по време на мача с Тулуза, Пайет се сбива с капитана на тима Блейз Матюиди, за което е санкциониран от президента на клуба. По-късно двамата футболисти са повикани в националния отбор, а Пайет се извинява.
Димитри блести през сезон 2010/11, като вкарва общо 13 гола в шампионата. На 29 август 2010 г. отбелязва хеттрик за победата над РК Ланс, а през септември е избран за футболист на месеца. През януари 2011 г. името му е спрягано за ПСЖ, но Сент Етиен отказва да продаде звездата си.
През лятото на 2011 г. подписва контракт за 4 години с Лил. Дебютира за тима в Суперкупата на Франция, загубен с 4:5 от Олимпик Марсилия. През първия си сезон за тима записва 6 гола и 6 асистенции. След като звездата на Лил Еден Азар преминава в Челси, Пайет става основен играч на тима. През 2012/13 вкарва общо 13 гола и записва 12 асистенции, поради което попада в Отбора на годината.
През 2013 г. подписва с Олимпик Марсилия, където играе 2 сезона. През 2015 г. преминава в Уест Хем. Крилото бързо става любимец на феновете на „чуковете“, като се превръща в лидер на отбора. Избран е за играч на сезона на тима през 2015/16 и попада в тима на годината на Висшата лига.
През лятото на 2016 г. участва на първия си голям турнир като национал на Франция. Пайет вкарва 2 гола в първите 2 мача на „петлите“ на Евро 2016 – срещу Румъния и Албания.

## Успехи

### Клубни
- Купа на Реюнион – 2004, 2005

### Индивидуални
- Лига 1 отбор на годината – 2012–13, 2014–15
- Висша лига отбор на годината – 2015/16

## Статистика
| Клуб              | Сезон             | Лига   | Лига   | Купа   | Купа   | Евротурнири | Евротурнири | Общо   | Общо   |
| Клуб              | Сезон             | Мачове | Голове | Мачове | Голове | Мачове      | Голове      | Мачове | Голове |
| ----------------- | ----------------- | ------ | ------ | ------ | ------ | ----------- | ----------- | ------ | ------ |
| АС Екзелсиор      | 2004              | 36     | 12     | 0      | 0      | 0           | 0           | 36     | 12     |
| Общо              | Общо              | 36     | 12     | 0      | 0      | 0           | 0           | 36     | 12     |
| Нант              | 2005–06           | 3      | 1      | 0      | 0      | 0           | 0           | 3      | 1      |
| Нант              | 2006–07           | 30     | 4      | 1      | 0      | 0           | 0           | 31     | 4      |
| Общо              | Общо              | 33     | 5      | 1      | 0      | 0           | 0           | 34     | 5      |
| Сент Етиен        | 2007–08           | 31     | 0      | 0      | 0      | 0           | 0           | 31     | 0      |
| Сент Етиен        | 2008–09           | 30     | 4      | 2      | 0      | 10          | 3           | 42     | 7      |
| Сент Етиен        | 2009–10           | 35     | 2      | 6      | 3      | 0           | 0           | 41     | 5      |
| Сент Етиен        | 2010–11           | 33     | 13     | 1      | 0      | 0           | 0           | 34     | 13     |
| Общо              | Общо              | 129    | 19     | 9      | 3      | 10          | 3           | 148    | 25     |
| Лил               | 2011–12           | 33     | 6      | 5      | 0      | 4           | 0           | 42     | 6      |
| Лил               | 2012–13           | 38     | 12     | 6      | 1      | 8           | 0           | 52     | 13     |
| Общо              | Общо              | 71     | 18     | 11     | 1      | 12          | 0           | 94     | 19     |
| Марсилия          | 2013–14           | 36     | 8      | 4      | 0      | 5           | 0           | 45     | 8      |
| Марсилия          | 2014–15           | 36     | 7      | 2      | 0      | -           | -           | 38     | 7      |
| Общо              | Общо              | 72     | 15     | 6      | 0      | 5           | 0           | 83     | 15     |
| Уест Хем          | 2015–16           | 30     | 9      | 7      | 3      | 1           | 0           | 38     | 12     |
| Общо              | Общо              | 30     | 9      | 7      | 3      | 1           | 0           | 38     | 12     |
| За цялата кариера | За цялата кариера | 370    | 78     | 34     | 7      | 28          | 3           | 432    | 88     |